# Chantal Han
Pour les articles homonymes, voir Han.
Chantal Han, née le 26 juillet 1966 à Amsterdam, est une judokate néerlandaise.

## Palmarès international en judo
| Championnats du monde | Championnats du monde | Championnats du monde |
| Année                 | Médaille              | Catégorie             |
| --------------------- | --------------------- | --------------------- |
| 1984                  | argent                | –61 kg                |
| Championnats d'Europe |                       |                       |
| Année                 | Médaille              | Catégorie             |
| 1992                  | argent                | –61 kg                |
| 1997                  | or                    | –61 kg                |
| 1991                  | bronze                | –61 kg                |